# Рјаче
Рјаче (итал. Riace) је насеље у Италији у округу Ређо ди Калабрија, региону Калабрија.
Према процени из 2011. у насељу је живело 585 становника. Насеље се налази на надморској висини од 291 м.

## Становништво
Према резултатима пописа становништва 2011. у општини је живело 1.793 становника.
| 1931. | 1936. | 1951. | 1961. | 1971. | 1981. | 1991. | 2001. | 2011. |
| ----- | ----- | ----- | ----- | ----- | ----- | ----- | ----- | ----- |
| 2.043 | 2.146 | 2.331 | 2.048 | 1.748 | 1.668 | 1.694 | 1.605 | 1.793 |